# TSTA3
TSTA3 (англ. Tissue specific transplantation antigen P35B) – білок, який кодується однойменним геном, розташованим у людей на короткому плечі 8-ї хромосоми. Довжина поліпептидного ланцюга білка становить 321 амінокислот, а молекулярна маса — 35 893.
| 10         |  | 20         |  | 30         |  | 40         |  | 50         |
| ---------- |  | ---------- |  | ---------- |  | ---------- |  | ---------- |
| MGEPQGSMRI |  | LVTGGSGLVG |  | KAIQKVVADG |  | AGLPGEDWVF |  | VSSKDADLTD |
| TAQTRALFEK |  | VQPTHVIHLA |  | AMVGGLFRNI |  | KYNLDFWRKN |  | VHMNDNVLHS |
| AFEVGARKVV |  | SCLSTCIFPD |  | KTTYPIDETM |  | IHNGPPHNSN |  | FGYSYAKRMI |
| DVQNRAYFQQ |  | YGCTFTAVIP |  | TNVFGPHDNF |  | NIEDGHVLPG |  | LIHKVHLAKS |
| SGSALTVWGT |  | GNPRRQFIYS |  | LDLAQLFIWV |  | LREYNEVEPI |  | ILSVGEEDEV |
| SIKEAAEAVV |  | EAMDFHGEVT |  | FDTTKSDGQF |  | KKTASNSKLR |  | TYLPDFRFTP |
| FKQAVKETCA |  | WFTDNYEQAR |  | K          |  |            |  |            |

A: Аланін

C: Цистеїн

D: Аспарагінова кислота

E: Глутамінова кислота

F: Фенілаланін

G: Гліцин

H: Гістидин

I: Ізолейцин

K: Лізин

L: Лейцин

M: Метіонін

N: Аспарагін

P: Пролін

Q: Глутамін

R: Аргінін

S: Серин

T: Треонін

V: Валін

W: Триптофан

Кодований геном білок за функціями належить до оксидоредуктаз, ізомераз. 
Білок має сайт для зв'язування з НАДФ. 